# Planinska rosulja
Planinska rosulja (alpska rosulja, lat. Alpagrostis alpina; sin Agrostis alpina), vrsta trajnice iz porodice trava raširene po Europi uključujući i Hrvatsku.
Planinska rosulja je uključivana u rod rosulja, ali je 2020. uz još 3 vrste izdvojena iz tog roda i uključena novom rodu Alpagrostis. Po nekim autorima izdvajanje ovog novog roda vrlo je sporno.

## Sinonimi
- Agraulus alpinus (Scop.) P.Beauv.
- Agrestis alpina (Scop.) Bubani
- Agrostis alpina Scop.